# North Lewisburg, Ohio
North Lewisburg là một làng thuộc quận Champaign, tiểu bang Ohio, Hoa Kỳ. Năm 2010, dân số của làng này là 1490 người.

## Dân số
- Dân số năm 2000: 1588 người.
- Dân số năm 2010: 1490 người.